# Nationalpark Schärenmeer
Der Nationalpark Schärenmeer, originalsprachlich Skärgårdshavets nationalpark (schwedisch) und Saaristomeren kansallispuisto (finnisch) ist ein maritimes Schutzgebiet im Schärenmeer vor Finnland. Es wurde 1983 ausgewiesen und ist rund 500 km² groß. Der Nationalpark Archipelago zählt zu den artenreichsten Regionen Finnlands; er ist rund 60 Kilometer von Turku entfernt.
106 km²  der Kernzone des Nationalparks gehören als "WILDCoast" zu den von der European Wilderness Society zertifizierten sogenannten „Wildnisgebieten“ (Wild Areas).